# أحمد قطالمش تركش
أحمد قُطالمِش تُرْكش (بالتركية: Ahmet Kutalmış Türkeş)‏, (ولد: 16 أكتوبر 1978, في إسطنبول, تركيا) حقوقي وسياسي تركي. ونائب سابق في البرلمان التركي في دورته (24) ممثلا عن حزب العدالة والتنمية.